# Monument als morts de les guerres de Banyuls de la Marenda
El Monument als morts de les guerres de Banyuls de la Marenda és un monument als morts creat per l'escultor nord-català Arístides Maillol situat a Banyuls de la Marenda, al Rosselló, Catalunya del Nord. Es tracta d'una escultura en pedra de tres parts. Originàriament, estava situat en un promontori davant de la mar, concretament a l'illa Grossa.
El monument es va desplaçar el 1998 per protegir-lo de les inclemències del temps i de la salabror i en aquest emplaçament s'hi va situar una còpia en bronze. Mallol estava molt afectat per la Primera Guerra Mundial i va dur a terme de manera gratuïta quatre monuments als morts a la seva zona natal: Elna (1921), Ceret (1922), Portvendres (1923) i el darrer a Banyuls el 1933.

## Descripció

### Escultures
El monument té la forma d'un mur esculpit de marbre gris de La Pauma (Aude) i mesura 560 cm de llarg per 190 d'alt i 100 de fons. Es divideix en tres parts, la central i dues laterals, més petites, totes tres de forma rectangular.
Al centre, un alt relleu mostra un guerrer que mor, un soldat nu, amb casc i estirat. Reposa sobre el colze dret i té a la mà dreta una guja. La mà esquerra reposa als genolls plegats.
Les figures laterals són dones vestides a la manera tradicional catalana, esculpides en baix relleu. A l'esquerra, l'esposa i la mare, o la consolació: una dona asseguda plorant consolada per una altra de més edat, que està dreta. A la dreta, tres dones s'avancen cap al guerrer i sostenen a les mans corones triomfals, es tracta de les noies joves o el dol.

### Inscripcions
Davant de la còpia en bronze de l'illa Grossa s'hi troba una placa que menciona:
| « | Monument aux Morts Oeuvre d'ARISTIDE MAILLOL 1861 - 1944 | » |

| « | Monument als morts Obra d'ARISTIDE MAILLOL 1861 - 1944 | » |

Aquesta versió del monument no porta els noms dels morts.
La figura central del monument situat a la vila està flanquejada per dues plaques amb el títol:
| « | A NOS MORTS 1939 - 1945 | » |

| « | ALS NOSTRES MORTS 1939 - 1945 | » |

A sota d'aquestes mencions comunes, les dues plaques donen una llista de dotze noms. A sota la llista de la placa de l'esquerra es dibuixa una línia, seguida de tres noms amb el subtítol, AFN (Afrique française du Nord, Àfrica del Nord Francesa). Les figures laterals formen una avançada, cosa que permet inscripcions als rebords interiors. A l'esquerra hi ha escrit «A NOS MORTS» i una llista de noms, a la de la dreta «1914 - 1918» i una altra llista.
La llista dels morts de 1914-18 està gravada igualment amb els de 16 altres noms que van ser oblidats en el moment que es va construir el monument en una placa situada al cementiri del poble.

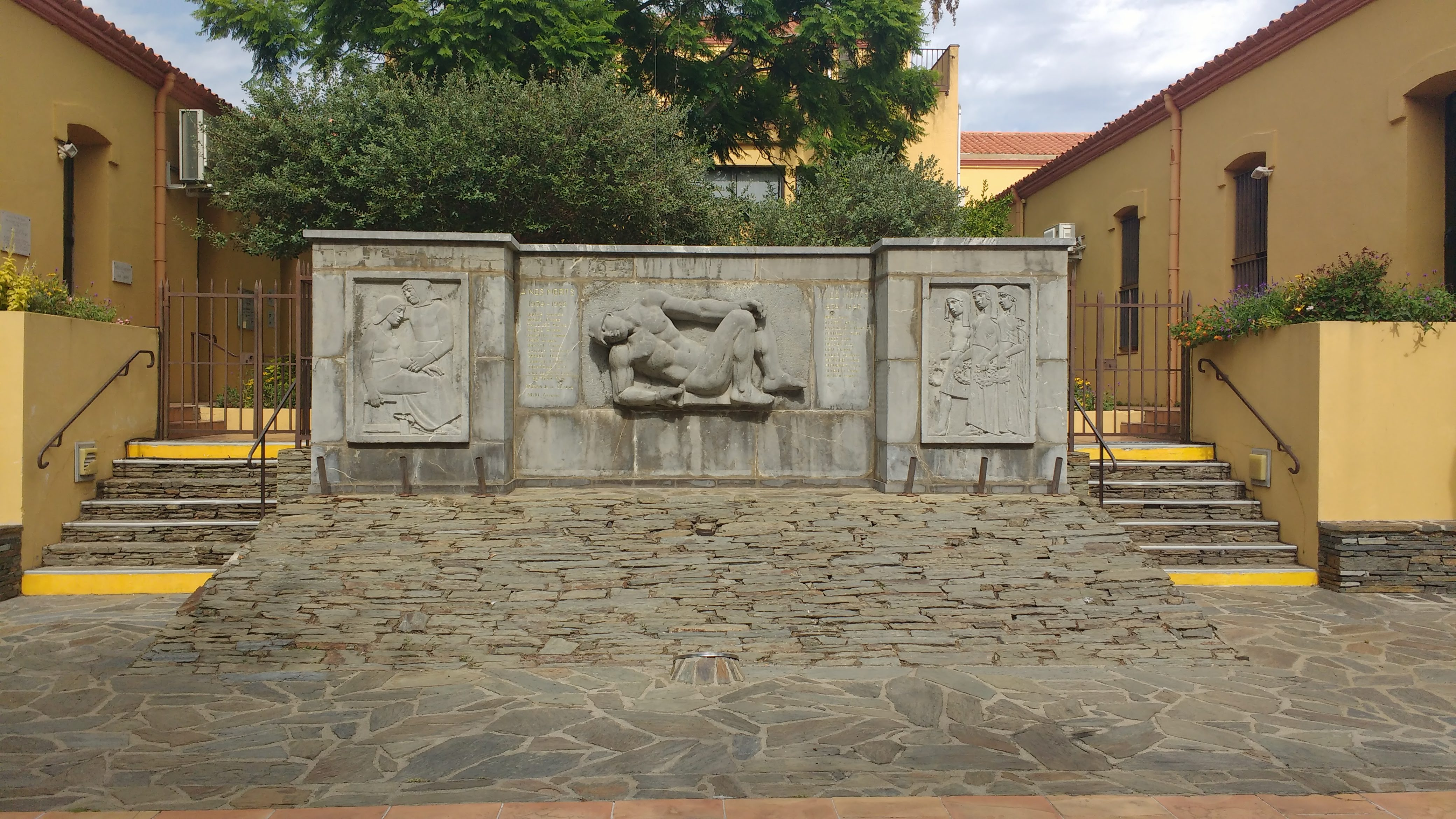
Original de pedra a la ciutat.
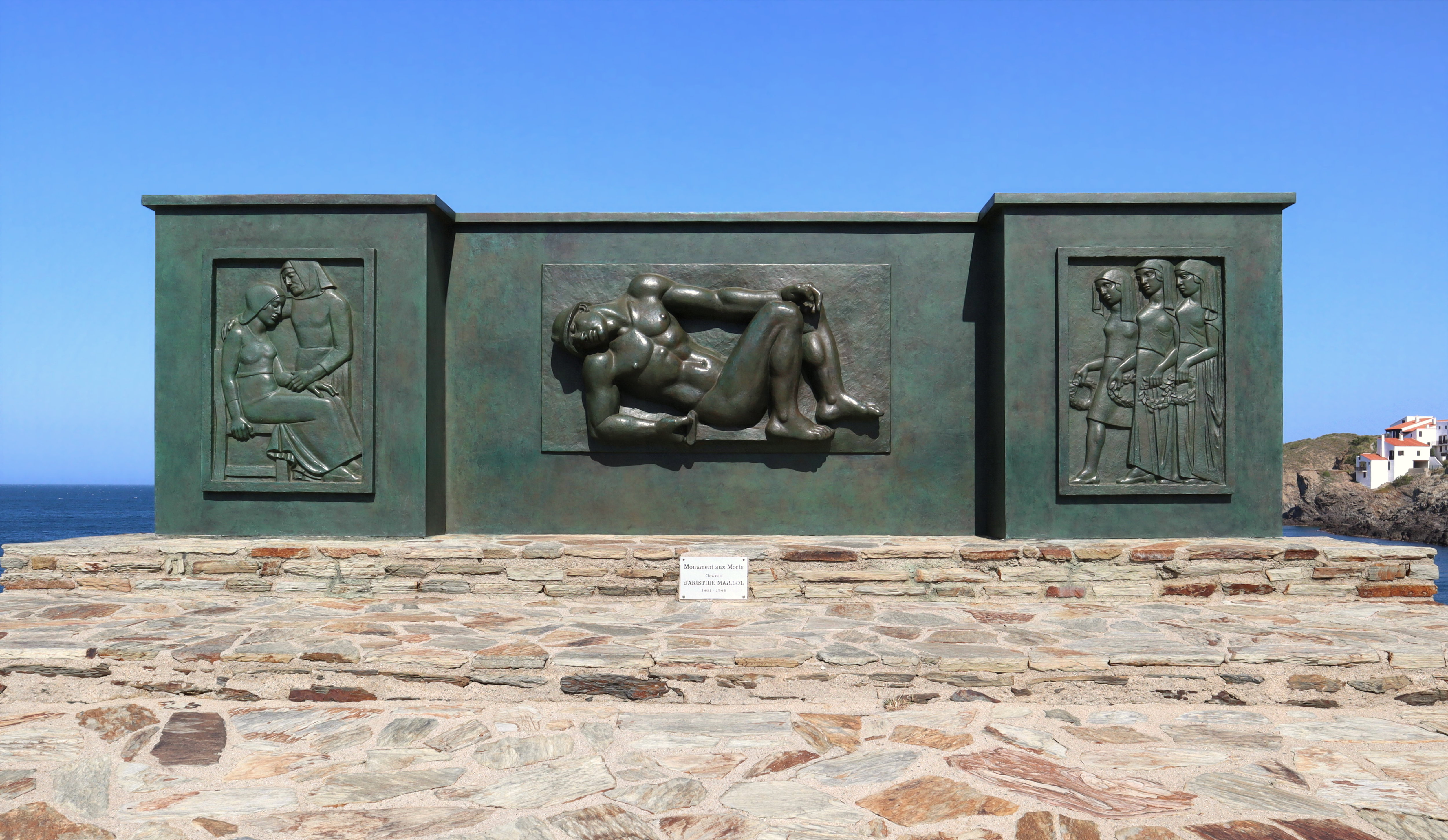
L'acrònim de bronze.